# Der dreiflügelige Spiegel
Der dreiflügelige Spiegel ist der deutsche Titel des französischen Stummfilmdramas La Glace à trois faces, den Jean Epstein 1927 nach einer literarischen Vorlage von Paul Morand, die er für den Film bearbeitete, in seiner eigenen Firma Films Jean Epstein realisierte.

## Handlung
Ein wohlhabender junger Geschäftsmann unterhält nacheinander Liebesverhältnisse zu einer eleganten Engländerin, einer russischen Bildhauerin und einem naiven Arbeitermädel. Schwach, wie er ist, kommt er nicht etwa den Verpflichtungen nach, die ihm aus seinen Beziehungen erwachsen, sondern setzt sich, statt seine Verabredungen einzuhalten, in seinen Sportwagen, um damit ins mondäne Strandbad Deauville zu entwischen. Unterwegs aber kommt es zu einem tödlichen Zusammentreffen mit einer entgegenfliegenden Schwalbe.
Die letzte Einstellung zeigt den Mann in Gesellschaftstoilette vor dem titelgebenden dreiflügeligen Spiegel, der jedoch ausschließlich ihn widerspiegelt. Keine der drei Frauen ist darin zu sehen.

## Hintergrund
Die Dreharbeiten fanden in der französischen Gemeinde L’Isle-Adam im Département Val-d’Oise statt. An der Kamera stand Marcel Eywinger; das Bühnenbild entwarf Pierre Kéfer; der Regie assistierte Maurice Morlot. Den Verleih organisierte die Compagnie Universelle Cinématographique im Studio des Ursulines in Paris, wo auch die Uraufführung am 22. November 1927 stattfand.
Die Presse – namentlich Jean Dréville in seiner monatlich erscheinenden Zeitschrift Cinégraphie – reagierte trotz des durchaus experimentellen Charakters und der Neuartigkeit des Films äußerst wohlwollend.
Der 1939 in Lille geborene französische Komponist Jean Schwarz schrieb 1981 eine neue Begleitmusik zu La Glace à trois faces.
2014 wurde der Film von der Cinémathèque française anlässlich der Jean-Epstein-Retrospektive restauriert, welche sie dort vom 26. April bis zum 30. Mai dieses Jahres veranstaltete.

## Wiederaufführungen
Der Film wurde 1989 während des Europa Jazz Festival du Mans aufgeführt, begleitet von der Jazzformation Un drame musical instantané (Jean-Jacques Birgé, Bernard Vitet, Francis Gorgé).
Der Kulturkanal Arte strahlte Der dreiflügelige Spiegel am 18. November 2014 um 1:10 Uhr zu wiederholten Mal im deutschen Fernsehen aus.
Der Film ist enthalten in der DVD-Ausgabe Avant-garde : experimental cinema of the 1920s and '30s, die 2005 im Verlag Kino International, New York als Deluxe two-disc edition publiziert worden ist. Die Filmoriginale wurden der Sammlung von Raymond Rohauer entnommen.
In Amerika gab es vom 4. März bis 10. April 2016 eine Retrospektive von Epsteins Werk beim Berkeley Art Museum and Pacific Film Archive BAMPFA in Berkeley (CA), die von Kathy Geritz kuratiert wurde.
Im HFA (Harvard Film Archive) in Cambridge (MA) gedachte man der Filme von Epstein mit der Werkschau Young Oceans Of Cinema vom 29. Januar bis 5. März 2016.

## Rezeption
“Der dreiflügelige Spiegel” stammt aus der Zeit, als der Filmemacher Jean Epstein gerade seine eigene Produktionsfirma gründete. Diese sollte sich zwar nicht als rentabel erweisen, erlaubte ihm aber eine ungeheure künstlerische Freiheit, die in seinem damaligen Avantgarde-Film unverkennbar ist. Seine Ästhetik fasziniert bis heute.
„The mirror that gives its title to this film binds together three separate narratives which dovetail when we realize that all three women of different classes have been disappointed by the same lover. This tripartition depicts the manner in which each woman mirrors the man’s desires.“ (Maureen Turim: Looking back at the mirror, S. 174)
Der Film ist in drei Abschnitte geteilt, von denen jeder die Ereignisse enthält, die der jeweiligen Frau widerfahren. Diese Sequenzen sind eingebettet in Szenen, in denen jede der drei Frauen sich an ihre Liebesaffäre erinnert und davon erzählt. So vermischen sich Vergangenheit, Gegenwart und Zukunft und lassen sich nicht mehr klar auseinanderhalten. Das Ineinandergehen verschiedener Ebenen von erlebter und erinnerter, erzählter und gezeigter Zeit wurde als Quelle der Inspiration für Alain Resnais ausgemacht, dessen Film “Letztes Jahr in Marienbad” (L'Année dernière à Marienbad) durch Epsteins Film in gewissem Maß präfiguriert wird.
(Hans Winter)
Marco Spiess schreibt zu Epsteins Arbeit:
„Dies ist sicher nicht sein innovativster Film (für den weitläufig verwendeten Titel eines Avantgarderegisseurs reicht es sicherlich nicht), doch Epstein setzt dramaturgisch wie inszenatorisch gelungene Ideen ein: Da wäre etwa die Dreiteilung der Geschichte, die es erlaubt, den etwas gar heftig geschminkten Mann ohne Namen aus drei verschiedenen Perspektiven wahrzunehmen. Es ist derselbe Mann, aber gefiltert durch die Augen verschiedener Frauen, erscheint er stets etwas anders.“